# Main
Main er en flod i Tyskland. Den er 524 km lang og flyder gennem delstaterne Bayern og Hessen og er den vigtigste biflod til Rhinen. Gennem Main-Donau-Kanalen er den forbundet med Donau. Main begynder ved Kulmbach, hvor Roter Main (Røde Main) og Weißer Main (Hvide Main) flyder sammen.
Floden er sejlbar fra Bamberg 396 km, og er en vigtig europæisk transportåre. Vigtige bifloder er Fränkische Saale, Tauber og Nidda.

## Billedgalleri
- Main ved Kitzingen
- Main ved Würzburg
- Main løber gennem det centrale Frankfurt
- Den brune Main løber ud i den blå/grønne Rhinen
- Tungtlastet fragtbåd på floden Main

## Byer langs floden
Den største by ved Main er Frankfurt am Main. Andre byer den passerer er Burgkunstadt, Lichtenfels, Staffelstein, Hallstadt, Zeil am Main, Hassfurt, Schweinfurt, Volkach, Kitzingen, Marktbreit, Ochsenfurt, Würzburg, Karlstadt, Gemünden, Lohr, Marktheidenfeld, Wertheim, Miltenberg, Obernburg, Aschaffenburg, Seligenstadt, Hanau, Offenbach am Main, Hattersheim, Flörsheim, Rüsselsheim og Wiesbaden, hvor den flyder sammen med Rhinen.
Den dialektiske afgrænsning Mainlinjen løber langs med floden, og er blevet opkaldt efter den.